# Дарен Дохтерман
Дарен Дохтерман (англ. Daren Dochterman; нар. 2 липня 1967) — американський ілюстратор і декоратор. Він проілюстрував фільми: Будь кмітливим, Година пік 3, Будинок-монстр, Посейдон, Вищий пілотаж і Володар морів. Крім того, йому приписують Хроніки Ріддіка, Термінал, Як Грінч украв Різдво доктора Сьюза, Флінстоуни у Viva Rock Vegas, Божевільний професор, Несплячі в Сієтлі та Безодня Джеймса Кемерона. Дохтерман двічі був почесним гостем конвенції науки, наукової фантастики та фентезі Convergence. Дохтерман отримав визнання за свою роботу, отримавши премію Video Premier Award за нагляд за візуальними ефектами у фільмі Зоряний шлях: Фільм. Він також був концептуальним ілюстратором фільму Джі Ай Джо: Атака Кобри.

## Раннє життя
Дарен Дохтерман народився в 1967 році, раннє дитинство провів у передмісті Нью-Йорка. Потім він провів свої підліткові роки в районі Чикаго, закінчивши середню школу Фентон у Бенсенвіллі, штат Іллінойс. Дохтерман завжди любив малювати, але не обов'язково структуру своїх ранніх уроків мистецтва. Він також брав участь в інших програмах образотворчого мистецтва під час свого початкового навчання.

## Освіта та початок кар'єри
Даррен Дохтерман навчався в Університеті Південної Каліфорнії, почавши свій перший курс у 1985 році як незаявлену спеціальність. Він двічі подавав документи до Школи кіно-телебачення USC, і один раз йому було відмовлено. Він записався на всі курси кіно, які тільки міг, що призвело до того, що він забезпечував себе фінансово графічними роботами, які він робив для студентських фільмів. На другому курсі він допомагав керувати відділом постпродакшну. Після двох років незадекларованого статусу в університеті та шести листів про відмову від Школи кіно Дохтерман вирішив шукати роботу.
Дохтерман провів рік, працюючи конструктором моделей, реквізитором, графіком і гравцем, що дозволило йому отримати професійний досвід. Потім дружба з однокурсником USC привела його до роботи на режисера Джеймса Кемерона, щоб допомогти відновити повнорозмірний реквізит і моделі з фільму «Чужий». Робота асистентом відділу мистецтв для фільму Кемерона «Безодня» допомогла йому інтегруватися в кіноіндустрію. Він навіть знявся у фільмі як репортер.
Даррен Дохтерман розширив свій досвід у 1990 році, вирішивши розвивати навички роботи з цифровим мистецтвом.

## Творчість
- Подорож 2: Таємничий острів (2012), концепт-художник/концептуальний ілюстратор
- Реальна сталь (2011), концепт-художник
- Священник (2011), художник-ілюстратор
- Трон: Спадок (2010), ілюстратор
- Залізна людина 2 (2010), концептуальний ілюстратор
- Джі Ай Джо: Атака Кобри (2009), концепт-ілюстратор
- Перлини дракона: Еволюція (2009), концепт-художник
- День, коли Земля зупинилась (2008), художник-концептуаліст
- Будь кмітливим (2008), концепт-художник
- Година пік 3 (2007), ілюстратор
- Будинок-монстр (2006), художник-концептуаліст
- Люди Ікс: Остання битва (2006), концептуальний художник
- Посейдон (2006), художник-ілюстратор
- Вищий пілотаж (2005), художник-ілюстратор
- Термінал (2004), художник-концептуаліст
- Хроніки Ріддіка (2004), ілюстратор
- Володар морів (2003), художник-ілюстратор
- Заглушки для годинника (2002), ілюстратор
- Мисливець за прибульцями (2001), концепт-арт
- Як Ґрінч украв Різдво (2000), художник-ілюстратор
- Флінстоуни 2: Віва Рок-Вегас (2000), художник-ілюстратор
- Історія про нас (1999), ілюстратор
- Святий (1997), ілюстратор
- Божевільний професор (1996), художник-розкадровщик
- Прибрати перископ (1996), ілюстратор
- Сім (1995), ілюстратор
- Зоряний шлях: Вояджер (1995), ілюстратор
- Джуніор (1994), ілюстратор
- Земля 2 (1994), ілюстратор — 1 серія
- Друга світова війна: Коли леви ревуть (1994), ілюстратор
- Мавпячі проблеми (1994), художник-розкадровщик
- Наляканий (1993), художник розкадровки
- Несплячі в Сіетлі (1993), ілюстратор
- Люба, я збільшив дитину (1992), ілюстратор
- А як же Боб? (1991), мол.ілюстр
- Екзорцист III (1990), асистент художника-постановника
- Безодня (1989), асистент художньої кафедри[4]